# Шоптиколь (Каркаралінський район)
Шоптико́ль (каз. Шөптікөл) — село у складі Каркаралінського району Карагандинської області Казахстану. Входить до складу Шариктинського сільського округу.
Населення — 31 особа (2021; 179 у 2009, 402 у 1999, 382 у 1989).
Національний склад станом на 1989 рік:
- казахи — 100 %.